# Herb gminy Bobrowniki (województwo śląskie)
Herb gminy Bobrowniki – symbol gminy Bobrowniki.

## Wygląd i symbolika
Herb przedstawia na tarczy dzielonej w słup na dwa pola (lewe zielone, prawe błękitne) trzy bobry brunatne z czarnym okiem (w słup), skierowane w prawo.